# 히라사와 가쓰에이
히라사와 가쓰에이(일본어: 平沢勝栄, 1945년 9월 4일 ~ )는 일본의 정치인이다. 자유민주당 소속 중의원 의원(9선)이며 제11대 부흥대신이다. 경찰청 관료와 방위성 관료, 자유민주당 홍보본부장, 월드 스케이트 재팬 회장 등을 역임했다. 선거구는 도쿄도 제17구이다.

## 인물·요약
기후현 시라카와정에서 태어났다. 아버지의 사정에 따라 후쿠시마현으로 이사했으며 거기서 초·중·고등학교를 졸업했다. 1968년 도쿄 대학 법학부를 졸업했으며 대학 시절에 훗날 제90·96·97·98대 내각총리대신이 되는 아베 신조의 가정교사를 2년간 맡았다. 이후 경찰청에 입사하고 15년후 듀크 대학교 대학원에 들어가고 석사 과정을 수료한 뒤 여러 가지 직책을 맡았다. 그후 또 방범 경찰로 들어가 경찰청장 관방 심의관, 내각관방장관 비서관 등을 역임했다. 1996년 제41회 일본 중의원 의원 총선거에서 자유민주당 소속으로 도쿄도 제17구에 출마해 1위로 당선되었다.
이후 같은 해 11월 8일 재해대책특별위원회 회원으로 들어가고 2001년 제1차 고이즈미 내각에서 일본의 방위대신 정무관, 2003년 제1차 고이즈미 개조내각에서 총무대신 정무관(우정 담당)을 역임했다. 
2005년 총선에서 승리한 이후 북한 납치 문제에 관한 특별 위원장에 취임했다.
2006년 9월 제1차 아베 신조 내각에서 내각부 부대신(오키나와 및 북방대책, 과학기술정책, 이노베이션, 저출산·남녀공동참여, 식품안전 담당)에 취임했다.
2007년 12월 자유민주당 한반도문제소집위원회를 설립하여 총무로 취임했다.
2020년 9월 16일 스가 내각에서 제11대 부흥대신과 후쿠시마 원자력 발전 사고 재생 총괄 담당으로 취임했다.

## 역대 선거 결과
|  | 34.01% |

|  | 37.61% |

|  | 62.00% |

|  | 62.96% |

|  | 51.37% |

|  | 55.12% |

|  | 59.34% |

|  | 57.95% |

|  | 50.15% |